# Kimi wa Kimi da yo
Singles de SMAP
Hajimete no Natsu
(6 juin 1993) $10 (Ten Dollars)
(11 novembre 1993)
Kimi wa Kimi da yo (君は君だよ, trad. : « Tu es êtes qui tu es ») est le neuvième single du groupe masculin japonais SMAP.

## Détails
Il sort le 9 septembre 1993 
sous format mini-CD single de 8 cm et  atteint la 7e place des classements hebdomadaires des ventes de l'Oricon. Le single contient la chanson-titre, la chanson face-B Dōshite mo Kimi ga ii et leurs versions instrumentales.
La chanson-titre ne figurera dans aucun album studio du groupe. Elle figurera néanmoins sur certaines et prochaines compilations du groupe comme COOL en 1995, Smap Vest. Sa chanson face B figurera sur la compilation pamS en 2001.

## Formation
- Masahiro Nakai (leader) : chœurs
- Takuya Kimura : chant principal, chœurs
- Katsuyuki Mori : chant principal, chœurs
- Tsuyoshi Kusanagi : chœurs
- Goro Inagaki : chœurs
- Shingo Katori : chœurs

## Liste des titres
| 1. | Kimi wa Kimi da yo (君は君だよ)            |  |
| 2. | Dōshite mo Kimi ga ii (どうしても君がいい) |  |
| 3. | Kimi wa Kimi da yo (instrumental)          |  |
| 4. | Dōshite mo Kimi ga ii (instrumental)       |  |